# Füzérkomlós
Füzérkomlós là một thị trấn thuộc hạt Borsod-Abaúj-Zemplén, Hungary. Thị trấn này có diện tích 5,87 km², dân số năm 2010 là 319 người, mật độ 54 người/km².